# Wissberg (Urner Alpen)
Der Wissberg ist ein 2627 m ü. M. hoher Berg bei Engelberg in der Schweiz. Er liegt auf der Grenze der Kantone Obwalden im Westen und Uri im Osten und zählt zu den Urner Alpen. Die im Bergkamm nach Nordosten anschliessenden Gipfel sind der Stotzig Berg (2738 m ü. M.) und der Wissigstock (2887 m ü. M.).
Der Gipfel kann über die südwestlich des Gipfels gelegene Fürenalp (1844 m) über einen nicht durchgehend markierten Alpinwanderweg erreicht werden. Im Winter ist dieser Anstieg als Skitour möglich.